# 建设路街道 (湘潭市)
建设路街道，是中华人民共和国湖南省湘潭市岳塘区下辖的一个乡镇级行政单位，位于岳塘区建设路口核心商圈，交通便利，商贸发达，人口集中，是湘潭市城区快速发展、社区和谐建设的窗口和旗帜，辖区面积约4.2平方公里。

## 行政区划
建设路街道下辖以下地区：
霞光、大桥、建设路、曙光、芙蓉5个社区。
街道范围内还有湖南理工职业技术学院、湘钢一中十二中校区、建设路小学、大桥小学、湘潭市国税局、市林业局、湘潭市妇幼保健院、中环水务等单位。